# 가야곡중학교
가야곡중학교(可也谷中學校)는 대한민국 충청남도 논산시 가야곡면 강청리에 있는 공립 중학교이다.

## 학교 연혁
- 2002년 3월 1일 : 가야곡중학교 개교
- 2005년 12월 30일 : 진로교육 및 상담활동우수학교 교육감 표창
- 2007년 10월 12일 : 테마중심 장학지도 정보교육 우수학교 교육감 표창
- 2008년 12월 30일 : 충청남도논산교육청 학교평가 우수교
- 2009년 3월 1일 ~2010년 2월 28일 : 충청남도 교원능력개발평가 선도시범학교 운영
- 2014년 5월 30일 : 청렴우수교 교육감 표창
- 2015년 12월 31일 : 청렴우수교·방과후학교 우수교 교육감 표창
- 2016년 11월 11일 : 친절우수교 교육감 표창
- 2017년 2월 20일 : 청렴우수교 교육감 표창
- 2017년 12월 19일 : 공부사랑동아리 우수교 교육감 표창
- 2018년 2월 28일 : 충남행복나눔장학 우수교 교육감 표창
- 2018년 12월 31일 : 방과후학교 운영 우수 유공기관 교육감 표창
- 2019년 12월 9일 : 학사운영 다양화 내실화 우수교 교육감 표창
- 2021년 12월 31일 : 자유학기제 운영 우수 유공기관 교육감 표창
- 2025년 2월 7일 : 중학교 제23회졸업식(졸업생 7명, 총인원 517명)
- 2025년 3월 1일 : 제9대 황기순 교장 취임
- 2025년 3월 4일 : 입학식(6명)

## 참고 자료
- 가야곡중학교 - 한국교육학술정보원 학교알리미